# Apogonia lamottei
Apogonia lamottei är en skalbaggsart som beskrevs av Marc Lacroix 2008. Apogonia lamottei ingår i släktet Apogonia och familjen Melolonthidae. Inga underarter finns listade i Catalogue of Life.